# Тамара Картлийская
Тамара (груз. თამარი; 1696 — 12 апреля 1746) — грузинская царевна из династии Багратионов, дочь царя Картли Вахтанга VI, и вторая жена царя Кахети Теймураза II. Брачный союз с Теймуразом II сделал её царицей-консортом Кахети (в 1729—1736 и 1738—1744 годах). Она была царицей-регентшей Картли (1744—1746) под именем Тамары II.

## Биография
Тамара родилась в 1696 году у тогдашнего картлийского царевича Вахтанга и его черкесской жены Русудан. Вахтанг правил Картли с перерывами с 1703 года до тех пор, пока османское вторжение не вынудило его отправиться в изгнание в Российскую империю в 1724 году. В возрасте 16 лет, 2 февраля 1712 года, Тамара вышла замуж за кахетинского царевича Теймураза, младшего брата кахетинского царя Давида II (Имама Кули-хана), в качестве его второй жены. Свадьба была пышно отпразднована в столице Вахтанга Тбилиси, а затем в Манави (Кахетия). Последующая жизнь супругов была омрачена междоусобицами, нападениями лезгин и вторжениями из Османской империи и Персии. Теймураз дважды вступал на кахетинский престол, с 1729 по 1736 год и снова с 1738 по 1744 год, когда он уступил Кахетию своему сыну Ираклию II и утвердился на освободившемся троне своих родственников в Картли.
В эти смутные годы Тамара сама оказалась втянутой в войну и политику. Во время отсутствия Теймураза, который находился при своём иранском сюзерене Надир-шахе в Кандагаре с 1736 по 1738 год, Тамара служила противовесом регентству мусульманского брата Теймураза Али Мирзы. Она использовала свое влияние и помощь князя Гиви Чолокашвили, чтобы сорвать замысел Али Мирзы о восстании против Ирана, тем самым спасая своего мужа и сына от неминуемой мести Надир-шаха. В конечном итоге они вынудили Али Мирзу покинуть Кахетию в 1738 году. Когда в 1741 году Надир-шах вновь вызвал Теймураза в свой лагерь в Дербенте, Тамара сопровождала своего мужа по просьбе шаха в качестве доказательства верности. Теймураз сумел заручиться поддержкой шаха для своих династических амбиций как в Картли, так и в Кахетии, что в свою очередь вызвало восстание во главе с князем Гиви Амилахвари. После трех лёт безуспешных боев мятежники были в конце концов разбиты Теймуразом, и Тамара лично приняла капитуляцию Амилахвари в Сурами в 1745 году. С 1744 года и до своей смерти в 1746 году Тамара была соправительницей своего мужа в Картли, а их сын Ираклий начал своё длительное царствование в Кахетии. Тамара была похоронена в соборе Светицховели в Мцхете. После её смерти Теймураз женился на своей третьей супруге Ане-Ханум Бараташвили.

## Дети
У Теймураза II и Тамары Картлийской было четверо детей: один сын и три дочери:
- Ираклий II (7 ноября 1720 — 11 января 1798), царь Кахети и Картли-Кахети.
- Царевна Кетеван, которая вышла замуж в 1737 году в Мешхеде за Али Адил-шаха, правившего в Иране в 1719—1749 годах.
- Царевна Елена (fl. 1743—1784), которая вышла замуж около 1743 года за царевича Зазу Цицишвили.
- Царевна Анна (1720 — 4 декабря 1788), которая впервые вышла замуж в 1744 году за царевича Димитри Орбелиани (умер в 1776 году), а во второй раз — за Иоанэ Орбелиани (ок. 1702—1781).